# چرکیو
چرکیو (به ایتالیایی: Cerchio) یک کومونه در ایتالیا است که در استان لاکویلا واقع شده‌است.

## خصوصیات
چرکیو ۲۰٫۱۲ کیلومترمربع مساحت و ۱٬۶۴۵ نفر جمعیت دارد و ۸۳۴ متر بالاتر از سطح دریا واقع شده‌است.